# India a 2000. évi nyári olimpiai játékokon
India az ausztráliai Sydneyben megrendezett 2000. évi nyári olimpiai játékok egyik részt vevő nemzete volt. Az országot az olimpián 13 sportágban 65 sportoló képviselte, akik összesen 1 érmet szereztek.

## Érmesek
| Érem  | Versenyző          | Sportág    | Versenyszám |
| ----- | ------------------ | ---------- | ----------- |
| Bronz | Karnam Malleszvári | Súlyemelés | Női 69 kg   |

## Asztalitenisz
Férfi
| Versenyző                       | Versenyszám | Selejtező         | Csoportkör | Csoportkör | 32-es főtábla     | Nyolcaddöntő      | Negyeddöntő       | Elődöntő          | Döntő             | Helyezés |
| Versenyző                       | Versenyszám | Ellenfél Eredmény | Ellenfél Eredmény | Hely.      | Ellenfél Eredmény | Ellenfél Eredmény | Ellenfél Eredmény | Ellenfél Eredmény | Ellenfél Eredmény | Helyezés |
| ------------------------------- | ----------- | ----------------- | --- | ---------- | ----------------- | ----------------- | ----------------- | ----------------- | ----------------- | -------- |
| Csetan Babúr                    | Egyes       |                   | C csoport · Petr Korbel (CZE) · 21–13, 17–21, 16–21, 14–21 · Peter Jackson (NZL) · 25–23, 21–18, 23–21                                         | 2.         | kiesett           | kiesett           | kiesett           | kiesett           | kiesett           | 33.      |
| Csetan Babúr Ráman Szubramanjan | Páros       | erőnyerő          | B csoport · Hollandia (NED) · Danny Heister · Trinko Keen · 17–21, 14–21 · Nigéria (NGR) · Kazeem Nosiru · Segun Toriola · 24–26, 21–17, 18–21 | 3.         |                   | kiesett           | kiesett           | kiesett           | kiesett           | 25.      |

Női
| Versenyző      | Versenyszám | Selejtező         | Csoportkör                                                                                           | Csoportkör | 32-es főtábla     | Nyolcaddöntő      | Negyeddöntő       | Elődöntő          | Döntő             | Helyezés |
| Versenyző      | Versenyszám | Ellenfél Eredmény | Ellenfél Eredmény                                                                                    | Hely.      | Ellenfél Eredmény | Ellenfél Eredmény | Ellenfél Eredmény | Ellenfél Eredmény | Ellenfél Eredmény | Helyezés |
| -------------- | ----------- | ----------------- | --- | ---------- | ----------------- | ----------------- | ----------------- | ----------------- | ----------------- | -------- |
| Poulomi Ghatak | Egyes       |                   | L csoport · Veranyika Pavlavics (BLR) · 14–21, 17–21, 16–21 · Anne Boileau (FRA) · 12–21, 9–21, 9–21 | 3.         | kiesett           | kiesett           | kiesett           | kiesett           | kiesett           | 49.      |

## Atlétika
Férfi
| Versenyző                                                                  | Versenyszám     | Előfutam | Előfutam | Előfutam | Negyeddöntő | Negyeddöntő | Negyeddöntő | Elődöntő | Elődöntő | Elődöntő | Döntő   | Döntő    |
| Versenyző                                                                  | Versenyszám     | Idő      | Hely.    | Össz.    | Idő         | Hely.       | Össz.       | Idő      | Hely.    | Össz.    | Idő     | Helyezés |
| -------------------------------------------------------------------------- | --------------- | -------- | -------- | -------- | ----------- | ----------- | ----------- | -------- | -------- | -------- | ------- | -------- |
| Paramdzsit Szingh                                                          | 400 m           | 46,64    | 6.       | 48.      | kiesett     | kiesett     | kiesett     | kiesett  | kiesett  | kiesett  | kiesett | kiesett  |
| Thirugnan Durai Rádzsív Bala Krisnan Adzsaj Rádzs Szingh Anil Kumár Prakás | 4 × 100 m váltó | 40,23    | 7.       | 35.      |             |             |             | kiesett  | kiesett  | kiesett  | kiesett | kiesett  |
| Lijo David Thottan Dzsata Sankár Purukottam Rámacsandran Paramdzsit Szingh | 4 × 400 m váltó | 3:08,38  | 4.       | 24.      |             |             |             | kiesett  | kiesett  | kiesett  | kiesett | kiesett  |

| Versenyző           | Versenyszám   | Selejtező             | Selejtező             | Döntő    | Döntő    |
| Versenyző           | Versenyszám   | Eredmény              | Helyezés              | Eredmény | Helyezés |
| ------------------- | ------------- | --------------------- | --------------------- | -------- | -------- |
| Szandzsaj Kumár Rai | Távolugrás    | érvényes ugrás nélkül | érvényes ugrás nélkül | kiesett  | kiesett  |
| Bahadur Szingh      | Súlylökés     | 18,70 m               | 27.                   | kiesett  | kiesett  |
| Sakti Szingh        | Súlylökés     | 18,40 m               | 32.                   | kiesett  | kiesett  |
| Dzsagdis Bisnoi     | Gerelyhajítás | 70,86 m               | 30.                   | kiesett  | kiesett  |

Női
| Versenyző                                                                   | Versenyszám     | Előfutam | Előfutam | Előfutam | Negyeddöntő | Negyeddöntő | Negyeddöntő | Elődöntő | Elődöntő | Elődöntő | Döntő   | Döntő    |
| Versenyző                                                                   | Versenyszám     | Idő      | Hely.    | Össz.    | Idő         | Hely.       | Össz.       | Idő      | Hely.    | Össz.    | Idő     | Helyezés |
| --------------------------------------------------------------------------- | --------------- | -------- | -------- | -------- | ----------- | ----------- | ----------- | -------- | -------- | -------- | ------- | -------- |
| K. M. Bínamol                                                               | 400 m           | 51,51    | 1.       | 1.       | 51,81       | 4.          | 18.         | 52,04    | 8.       | 15.      | kiesett | kiesett  |
| Valdivel Dzsajalaksmi Vinita Tripathi Szaraszvati Dej-Szaha Racsita Misztri | 4 × 100 m váltó | 45,20    | 6.       | 23.      |             |             |             | kiesett  | kiesett  | kiesett  | kiesett | kiesett  |
| Paramdzsit Kaur Jincy Phillip Rosza Kutti Kunnath Csako K. M. Bínamol       | 4 × 400 m váltó | 3:31,46  | 5.       | 15.      |             |             |             |          |          |          | kiesett | kiesett  |

| Versenyző                     | Versenyszám   | Selejtező | Selejtező | Döntő    | Döntő    |
| Versenyző                     | Versenyszám   | Eredmény  | Helyezés  | Eredmény | Helyezés |
| ----------------------------- | ------------- | --------- | --------- | -------- | -------- |
| Nílam Dzsaszvant Szingh Dogra | Diszkoszvetés | 55,26 m   | 26.       | kiesett  | kiesett  |
| Gurmít Kaur                   | Gerelyhajítás | 52,78 m   | 32.       | kiesett  | kiesett  |

| Versenyző                 | Versenyszám | 100 m gát | 100 m gát | Magasugrás | Magasugrás | Súlylökés | Súlylökés | 200 m | 200 m | Távolugrás | Távolugrás | Gerelyhajítás | Gerelyhajítás | 800 m   | 800 m | Végeredmény | Végeredmény |
| Versenyző                 | Versenyszám | Idő       | Pont      | Eredmény   | Pont       | Eredmény  | Pont      | Idő   | Pont  | Eredmény   | Pont       | Eredmény      | Pont          | Idő     | Pont  | Pont        | Helyezés    |
| ------------------------- | ----------- | --------- | --------- | ---------- | ---------- | --------- | --------- | ----- | ----- | ---------- | ---------- | ------------- | ------------- | ------- | ----- | ----------- | ----------- |
| Praméla Gudanda Granapáti | Hétpróba    | 14,22     | 947       | 169 cm     | 842        | 11,14 m   | 604       | 24,69 | 915   | 596 cm     | 837        | 36,02 m       | 591           | 2:20,86 | 812   | 5548        | 24.         |
| Szoma Biszvasz            | Hétpróba    | 14,11     | 963       | 163 cm     | 771        | 11,69 m   | 641       | 24,73 | 912   | 564 cm     | 741        | 39,59 m       | 659           | 2:22,17 | 794   | 5481        | 25.         |

## Birkózás
Kötöttfogású
| Versenyző        | Versenyszám | Csoportkör                                                                                           | Csoportkör | Negyeddöntő       | Elődöntő          | Bronz- mérkőzés   | Döntő             | Helyezés |
| Versenyző        | Versenyszám | Ellenfél Eredmény                                                                                    | Hely.      | Ellenfél Eredmény | Ellenfél Eredmény | Ellenfél Eredmény | Ellenfél Eredmény | Helyezés |
| ---------------- | ----------- | --- | ---------- | ----------------- | ----------------- | ----------------- | ----------------- | -------- |
| Gurbinder Szingh | 63 kg       | 5. csoport · Juan Luis Marén (CUB) · 0-8 · Mhitar Manukjan (KAZ) · 3-8 · Yassine Djakrir (ALG) · 3-0 | 3.         | kiesett           | kiesett           | kiesett           | kiesett           | 13.      |

## Cselgáncs
Női
| Versenyző                 | Versenyszám | Selejtező                      | Nyolcaddöntő                    | Negyeddöntő                   | Elődöntő          | Vigaszág első kör | Vigaszág negyeddöntő                | Vigaszág elődöntő | Bronz- mérkőzés   | Döntő             | Helyezés |
| Versenyző                 | Versenyszám | Ellenfél Eredmény              | Ellenfél Eredmény               | Ellenfél Eredmény             | Ellenfél Eredmény | Ellenfél Eredmény | Ellenfél Eredmény                   | Ellenfél Eredmény | Ellenfél Eredmény | Ellenfél Eredmény | Helyezés |
| ------------------------- | ----------- | ------------------------------ | ------------------------------- | ----------------------------- | ----------------- | ----------------- | ----------------------------------- | ----------------- | ----------------- | ----------------- | -------- |
| Lurembam Brodzsesori Dévi | Harmatsúly  | Arijana Jaha (BIH) · 1020-0001 | Ulrike Kaiser (LIE) · 1000-0000 | Liu Yuxiang (CHN) · 0000-1001 |                   |                   | Ioana Dinea-Aluaş (ROU) · 0000-1000 | kiesett           | kiesett           |                   | 9.       |

## Evezés
Férfi
| Versenyző                   | Versenyszám              | Előfutam | Előfutam | Vigaszág | Vigaszág | Elődöntő | Elődöntő | Elődöntő | Döntő   | Döntő   | Döntő   | Helyezés |
| Versenyző                   | Versenyszám              | Idő      | Hely.    | Idő      | Hely.    | Típus    | Idő      | Hely.    | Típus   | Idő     | Hely.   | Helyezés |
| --------------------------- | ------------------------ | -------- | -------- | -------- | -------- | -------- | -------- | -------- | ------- | ------- | ------- | -------- |
| Kászam Khán Inderpal Szingh | Kormányos nélküli kettes | 7:09,94  | 5.       | 7:16,10  | 6.       | kiesett  | kiesett  | kiesett  | kiesett | kiesett | kiesett | 15.      |

## Gyeplabda

### Férfi
| Indiai férfi gyeplabdacsapat-játékoskeret | Indiai férfi gyeplabdacsapat-játékoskeret                                                                                                  |
| --- | --- |
| - Dilip Kumár Tirkej - Ladzsarusz Barla - Baldzsit Szingh Szaini - Thirumal Valavan Szelvarádzs - Rámandíp Szingh Greval - Mukes Kumár Nandanúri - Riaz Nabi Muhammad - Dhanradzs Pillai | - Baldzsit Szingh Dhijon - Szamir Dad - Dzsude Menezesz - Dípak Thakur Szonkhla - Gagan Adzsit Szingh - Szukhbir Szingh Gill - Dines Najak |

#### Eredmények
Csoportkör
B csoport
| Csapat              | M | Gy | D | V | G+ | G– | Gk | P  |
| ------------------- | - | -- | - | - | -- | -- | -- | -- |
| Ausztrália (AUS)    | 5 | 3  | 2 | 0 | 12 | 6  | +6 | 11 |
| Dél-Korea (KOR)     | 5 | 2  | 2 | 1 | 9  | 7  | +2 | 8  |
| India (IND)         | 5 | 2  | 2 | 1 | 9  | 7  | +2 | 8  |
| Argentína (ARG)     | 5 | 1  | 2 | 2 | 13 | 13 | 0  | 5  |
| Lengyelország (POL) | 5 | 1  | 2 | 2 | 12 | 14 | –2 | 4  |
| Spanyolország (ESP) | 5 | 0  | 2 | 3 | 7  | 15 | –8 | 2  |

| 2000. szeptember 17. 10:30 | Argentína (ARG) | 0–3   | India (IND)                   | Játékvezetők: Amarjit Singh (MAS), Richard Wolter (GER) |
| 2000. szeptember 17. 10:30 |                 | (0–2) | Dad 25', 60' · Nandanúri 35+' | Játékvezetők: Amarjit Singh (MAS), Richard Wolter (GER) |

| 2000. szeptember 19. 20:30 | Ausztrália (AUS)       | 2–2   | India (IND)                         | Játékvezetők: Peter von Roth (NED), Christian Siebrecht (GER) |
| 2000. szeptember 19. 20:30 | Stacy 5' · Victory 51' | (1–2) | Nandanúri 1' · B. Szingh Dhijon 25' | Játékvezetők: Peter von Roth (NED), Christian Siebrecht (GER) |

| 2000. szeptember 21. 8:30 | Dél-Korea (KOR)                     | 2–0   | India (IND) | Játékvezetők: Ray O′Connor (IRL), Peter von Roth (NED) |
| 2000. szeptember 21. 8:30 | Szong Szongthe 28' · Kang Gonuk 42' | (1–0) |             | Játékvezetők: Ray O′Connor (IRL), Peter von Roth (NED) |

| 2000. szeptember 23. 15:30 | Spanyolország (ESP)     | 2–3   | India (IND)                             | Játékvezetők: Sumesh Putra (CAN), Christian Siebrecht (GER) |
| 2000. szeptember 23. 15:30 | Ribas 22' · Sanchez 48' | (1–2) | B. Szingh Dhijon 16', 43' · Tirkej 35+' | Játékvezetők: Sumesh Putra (CAN), Christian Siebrecht (GER) |

| 2000. szeptember 26. 20:30 | Lengyelország (POL) | 1–1   | India (IND) | Játékvezetők: Eric Denis (BEL), Christian Siebrecht (GER) |
| 2000. szeptember 26. 20:30 | Cichy 69'           | (0–0) | Tirkej 53'  | Játékvezetők: Eric Denis (BEL), Christian Siebrecht (GER) |

Az 5–8. helyért
| 2000. szeptember 28. 14:00 | Nagy-Britannia (GBR)    | 2–1   | India (IND) | State Hockey Centre, Sydney Játékvezetők: Jason McCracken (NZL), Sumesh Putra (CAN) |
| 2000. szeptember 28. 14:00 | Parnham 16' · Giles 46' | (1–1) | Tirkej 10'  | State Hockey Centre, Sydney Játékvezetők: Jason McCracken (NZL), Sumesh Putra (CAN) |

A 7. helyért
| 2000. szeptember 29. 11:30 | India (IND)                        | 3–1   | Argentína (ARG) | State Hockey Centre, Sydney Játékvezetők: Richard Wolter (GER), Murray Grime (AUS) |
| 2000. szeptember 29. 11:30 | Thakur 30' · Gill 47' · Pillai 63' | (1–0) | Lombi 52'       | State Hockey Centre, Sydney Játékvezetők: Richard Wolter (GER), Murray Grime (AUS) |

| Csapat      | Helyezés |
| ----------- | -------- |
| India (IND) | 7.       |

## Lovaglás
Lovastusa
| Versenyző    | Ló             | Versenyszám | Díjlovaglás | Díjlovaglás | Tereplovaglás | Tereplovaglás | Tereplovaglás | Díjugratás | Díjugratás | Végeredmény | Végeredmény |
| Versenyző    | Ló             | Versenyszám | Bünt.       | Hely.       | Bünt.         | Hely.         | Össz.         | Bünt.      | Hely.      | Bünt.       | Helyezés    |
| ------------ | -------------- | ----------- | ----------- | ----------- | ------------- | ------------- | ------------- | ---------- | ---------- | ----------- | ----------- |
| Imtiaz Anísz | Spring Invader | Egyéni      | 61,00       | 32.         | 165,60        | 226,60        | 25.           | 10,00      | 13.        | 236,60      | 23.         |

## Ökölvívás
| Versenyző             | Versenyszám  | Selejtező               | Nyolcaddöntő                     | Negyeddöntő                  | Elődöntő          | Döntő             | Helyezés |
| Versenyző             | Versenyszám  | Ellenfél Eredmény       | Ellenfél Eredmény                | Ellenfél Eredmény            | Ellenfél Eredmény | Ellenfél Eredmény | Helyezés |
| --------------------- | ------------ | ----------------------- | -------------------------------- | ---------------------------- | ----------------- | ----------------- | -------- |
| Szoubam Szures Szingh | Papírsúly    | Kim Giszok (KOR) · 5-9  | kiesett                          | kiesett                      | kiesett           | kiesett           | 17.      |
| Ngangim Dingko Szingh | Harmatsúly   | erőnyerő                | Szerhij Danilcsenko (UKR) · 5-14 | kiesett                      | kiesett           | kiesett           | 9.       |
| Dzsitender Kumár      | Középsúly    | Don Orr (CAN) · RSC     | Adrian Diaconu (ROU) · 3-12      | kiesett                      | kiesett           | kiesett           | 9.       |
| Gurcsaran Szingh      | Félnehézsúly | Cshö Giszu (KOR) · 11-9 | Danie Venter (RSA) · RSC         | Andrij Fedcsuk (UKR) · 12-12 | kiesett           | kiesett           | 8.       |

RSC - a játékvezető megállította a mérkőzést

## Sportlövészet
Férfi
| Versenyző       | Versenyszám | Selejtező | Selejtező | Döntő   | Döntő    |
| Versenyző       | Versenyszám | Pont      | Helyezés  | Pont    | Helyezés |
| --------------- | ----------- | --------- | --------- | ------- | -------- |
| Apinava Bindará | Légpuska    | 590       | 11.***    | kiesett | kiesett  |
| Anver Szultan   | Trap        | 108       | 26.***    | kiesett | kiesett  |

Női
| Versenyző                             | Versenyszám           | Selejtező | Selejtező | Döntő   | Döntő    |
| Versenyző                             | Versenyszám           | Pont      | Helyezés  | Pont    | Helyezés |
| ------------------------------------- | --------------------- | --------- | --------- | ------- | -------- |
| Andzsáli Ramakanta Vedpathak-Bhagavat | Légpuska              | 394       | 6.**      | 493,1   | 8.       |
| Andzsáli Ramakanta Vedpathak-Bhagavat | Sportpuska, összetett | 566       | 33.       | kiesett | kiesett  |

** - két másik versenyzővel azonos eredményt ért el

*** - három másik versenyzővel azonos eredményt ért el

## Súlyemelés
Férfi
| Versenyző             | Versenyszám | Szakítás | Szakítás | Lökés    | Lökés    | Összesen | Helyezés |
| Versenyző             | Versenyszám | Eredmény | Helyezés | Eredmény | Helyezés | Összesen | Helyezés |
| --------------------- | ----------- | -------- | -------- | -------- | -------- | -------- | -------- |
| Thandava Murthi Muthu | 56 kg       | 110,0    | 15.      | 135,0    | 16.      | 245,0    | 16.      |

Női
| Versenyző                      | Versenyszám | Szakítás | Szakítás | Lökés    | Lökés    | Összesen | Helyezés |
| Versenyző                      | Versenyszám | Eredmény | Helyezés | Eredmény | Helyezés | Összesen | Helyezés |
| ------------------------------ | ----------- | -------- | -------- | -------- | -------- | -------- | -------- |
| Ding Baidzsan Szanamacsa Csanu | 53 kg       | 85,0     | 4.*      | 110,0    | 4.*      | 195,0    | 6.       |
| Karnam Malleszvári             | 69 kg       | 110,0    | 2.*      | 130,0    | 4.*      | 240,0    |          |

* - egy másik versenyzővel azonos eredményt ért el

## Tenisz
Férfi
| Versenyző                    | Versenyszám | 64-es főtábla                     | 32-es főtábla                                           | Nyolcaddöntő                                                   | Negyeddöntő       | Elődöntő          | Bronz- mérkőzés   | Döntő             | Helyezés |
| Versenyző                    | Versenyszám | Ellenfél Eredmény                 | Ellenfél Eredmény                                       | Ellenfél Eredmény                                              | Ellenfél Eredmény | Ellenfél Eredmény | Ellenfél Eredmény | Ellenfél Eredmény | Helyezés |
| ---------------------------- | ----------- | --------------------------------- | ------------------------------------------------------- | -------------------------------------------------------------- | ----------------- | ----------------- | ----------------- | ----------------- | -------- |
| Lijendar Pedzs               | Egyes       | Mikael Tillström (SWE) · 2–6, 4–6 | kiesett                                                 | kiesett                                                        | kiesett           | kiesett           | kiesett           | kiesett           | 33.      |
| Mahes Bhúpati Lijendar Pedzs | Páros       |                                   | Románia (ROU) · Andrei Pavel · Gabriel Trifu · 6–3, 6–4 | Ausztrália (AUS) · Todd Woodbridge · Mark Woodforde · 3–6, 6–7 | kiesett           | kiesett           | kiesett           | kiesett           | 9.       |

Női
| Versenyző                             | Versenyszám | 64-es főtábla     | 32-es főtábla                                              | Nyolcaddöntő      | Negyeddöntő       | Elődöntő          | Bronz- mérkőzés   | Döntő             | Helyezés |
| Versenyző                             | Versenyszám | Ellenfél Eredmény | Ellenfél Eredmény                                          | Ellenfél Eredmény | Ellenfél Eredmény | Ellenfél Eredmény | Ellenfél Eredmény | Ellenfél Eredmény | Helyezés |
| ------------------------------------- | ----------- | ----------------- | ---------------------------------------------------------- | ----------------- | ----------------- | ----------------- | ----------------- | ----------------- | -------- |
| Manisa Malhotra Nirupama Vaidjanathan | Páros       |                   | Ausztrália (AUS) · Jelena Dokić · Rennae Stubbs · 0–6, 0–6 | kiesett           | kiesett           | kiesett           | kiesett           | kiesett           | 17.      |

## Tollaslabda
| Versenyző         | Versenyszám | Selejtező                             | 32-es főtábla                                    | Nyolcaddöntő                 | Negyeddöntő       | Elődöntő          | Döntő             | Helyezés |
| Versenyző         | Versenyszám | Ellenfél Eredmény                     | Ellenfél Eredmény                                | Ellenfél Eredmény            | Ellenfél Eredmény | Ellenfél Eredmény | Ellenfél Eredmény | Helyezés |
| ----------------- | ----------- | ------------------------------------- | ------------------------------------------------ | ---------------------------- | ----------------- | ----------------- | ----------------- | -------- |
| Pulella Gopicsand | Férfi egyes | erőnyerő                              | Vladiszlav Druzscsenko (UKR) · 15–3, 10–15, 15–7 | Hendrawan (INA) · 9–15, 4–15 | kiesett           | kiesett           | kiesett           | 9.       |
| Aparna Popat      | Női egyes   | Kelly Morgan (GBR) · 11–5, 7–11, 2–11 | kiesett                                          | kiesett                      | kiesett           | kiesett           | kiesett           | 33.      |

## Úszás
Férfi
| Versenyző                   | Versenyszám | Előfutam | Előfutam | Előfutam | Elődöntő | Elődöntő | Elődöntő | Döntő   | Döntő    |
| Versenyző                   | Versenyszám | Idő      | Hely.    | Össz.    | Idő      | Hely.    | Össz.    | Idő     | Helyezés |
| --------------------------- | ----------- | -------- | -------- | -------- | -------- | -------- | -------- | ------- | -------- |
| Hakimuddin Sabbir Habibulla | 200 m gyors | 1:58,35  | 4.       | 50.      | kiesett  | kiesett  | kiesett  | kiesett | kiesett  |

Női
| Versenyző   | Versenyszám | Előfutam | Előfutam | Előfutam | Elődöntő | Elődöntő | Elődöntő | Döntő   | Döntő    |
| Versenyző   | Versenyszám | Idő      | Hely.    | Össz.    | Idő      | Hely.    | Össz.    | Idő     | Helyezés |
| ----------- | ----------- | -------- | -------- | -------- | -------- | -------- | -------- | ------- | -------- |
| Nisa Millet | 200 m gyors | 2:08,89  | 1.       | 37.      | kiesett  | kiesett  | kiesett  | kiesett | kiesett  |